# 中原正義
中原 正義（なかはら まさよし、1973年5月17日 - )は、佐賀県出身の元ラグビー選手。

## 略歴
1973年5月17日、佐賀県佐賀市にて生まれる。
小学生4年生から柔道を始める。
金泉中学校（きんせん）の3年生の時に佐賀県大会で準優勝（重量級）する。
陸上部の砲丸投げに助っ人として出場した佐賀市の大会で27年ぶりの大会新記録で優勝を果たす。
1989年（平成元年）、小城博監督と出会いラグビーを始める。小城との出会いがなければラグビーとは無縁だった。
佐賀県立佐賀工業高等学校に入学。
花園大会に1年生からレギュラーとして3年連続出場し、3年時はベスト16の結果を残す。
高校日本代表カナダ遠征に九州からただ1人選ばれる。
カナダ遠征ではNO.8で出場し5戦全勝という成績を残す。
1992年（平成4年）4月、日本体育大学に入学する。
1年生からレギュラーとして活躍をし、4年生時は部員200名の主将として対抗戦優勝（それ以来日体大は優勝は果たしていない。）
後輩には勝野（現岡谷工監督）、品川（長崎北陽台監督）らがいる。
日本体育大学卒業後に株式会社東芝に入社
U23日本代表主将
日本A代表オーストリア、フィジー遠征
関東代表
学生日本代表として学生ワールドカップ（南アフリカ大会）に副主将として出場し世界ベスト8になる。
イングランドやウェールズを撃破
東芝時代には、3年連続日本一に貢献する。
2003年（平成15年）、7年在籍した株式会社東芝を退社する。
その後、地元、九州のコカ・コーラウエストジャパン株式会社に入社。
コカコーラではプレイングコーチを務めチームをトップリーグに昇格させる。
2007年（平成19年）5月に退社
博多祇園山笠にも西流として参加中。
2007年（平成19年）7月より関東学院大学ラグビー部アシスタントコーチに就任する。　　　　　　　　　　　　　　　　　　　　　　　　　　
2008年（平成20年）8月より岩出雅之監督に誘われて帝京大学ラグビー部フォワードコーチに就任する。
1年目より帝京大学は大学選手権にて初の準優勝に導く。
翌年の2009年（平成21年）よりV9中。
またV1〜3まで在籍し常勝帝京を築き上げる。
教え子にベンドリック ツイ、中村亮土、流大、南橋直哉、天野寿紀、堀米航平などがいる。
2009年（平成21年）、帝京大学非常勤講師として勤める。
2011年（平成23年）3月より小村淳HCから誘われて明治大学ラグビー部のFWコーチに就任する。
1年目で対抗戦優勝、2年間在籍する。
2018年（平成30年）より日本医科大学ラグビー部コーチに就任する。
医科歯科リーグ3部
2020年（令和2年）よりヘッドコーチに就任。
2022年4月、東京都市大学付属小学校の父母の会会長に就任。

## 人物
仕事は妻の会社(エーライツに勤務)、インスパイアフィナンシャルアドバイザーズにも執行役員として籍を置いている。